# Бено II фон Оснабрюк
Бено II фон Оснабрюк (на немски: Benno II von Osnabrück; * ок. 1020, Льонинген, Швабия; † 27 юли 1088, Бад Ибург) е епископ на Оснабрюк от 23 ноември 1068 до смъртта си през 1088 г. Той е съветник на Хайнрих IV и признат архитект.
Биографията му е написана между 1090 и 1100 г. от Норберт фон Ибург, абат на основания от Бенно II манастир Ибург.